# Patricia Kihoro
Patricia Wangechi Kihoro (sinh ngày 4 tháng 1 năm 1986) là một ca sĩ, nhạc sĩ, nữ diễn viên, đài phát thanh và nhân vật truyền hình thực tế người Kenya. Cô trở nên nổi bật sau khi tham gia mùa thứ ba của dự án Tusker Project Fame, nơi cô trở thành một trong những người vào vòng chung kết. Trong diễn xuất, cô đã xuất hiện trong một số sản phẩm truyền hình địa phương như bộ phim năm 2011, Miss Nobody, đã giúp cô được đề cử trong giải thưởng Kalasha năm 2012 cho nữ diễn viên chính xuất sắc nhất trong một bộ phim. Trong truyền hình sản xuất, cô đã được đóng vai chính trong Groove Theory, một bộ phim âm nhạc và thường xuyên trong các chương trình Demigods, Changes, Rush và Makutano Junction. Là một người dẫn chương trình radio, cô đã làm việc với các đài phát thanh One FM và Homeboyz FM.

## Tuổi thơ
Kihoro, sinh tháng 1 năm 1986 và lớn lên tại thủ đô Nairobi của Kenya, theo học trường tiểu học Shepherd và sau đó chuyển đến trường trung học Moi Girls, Nairobi. Sau cấp độ O, cô ghi danh vào trường Đại học Moi, khoa Khoa học và Tâm lý học. Trong thời gian ở trường Đại học Moi, cô đã chọn tham gia buổi thử giọng cho mùa thứ ba của dự án Tusker Project Fame.

## Nghề nghiệp

### 2009–12
Vào tháng 3 năm 2009, Kihoro đã thử giọng cho cuộc thi hát thực tế Tusker Project Fame. Năm 2011, cô đóng vai Pet Nanjala trong bộ phim truyền hình Changes. Cùng năm đó, cô đóng vai chính trong phim, Miss Nobody, và nhờ vai diễn này cô được đề cử giải thưởng Kalasha năm 2011 cho nữ diễn viên chính trong hạng mục điện ảnh. Trong năm 2012, cô được chọn là một trong những vai chính trong bộ phim âm nhạc Groove Theory. Cô đóng vai Biscuit, Zamm (được Kevin Maina miêu tả) trong một câu chuyện hư cấu xoay quanh năm học sinh tiểu bang Victoria.